# Mériel
Pour les articles homonymes, voir Mériel (homonymie).
Mériel est une commune française située dans le département du Val-d'Oise, en région Île-de-France.
Ses habitants sont appelés les Mériellois.

## Géographie

### Description
Mériel est située à 27 km du centre de Paris, à 10 km au nord-est de Pontoise et à 4 km au sud de L'Isle-Adam.

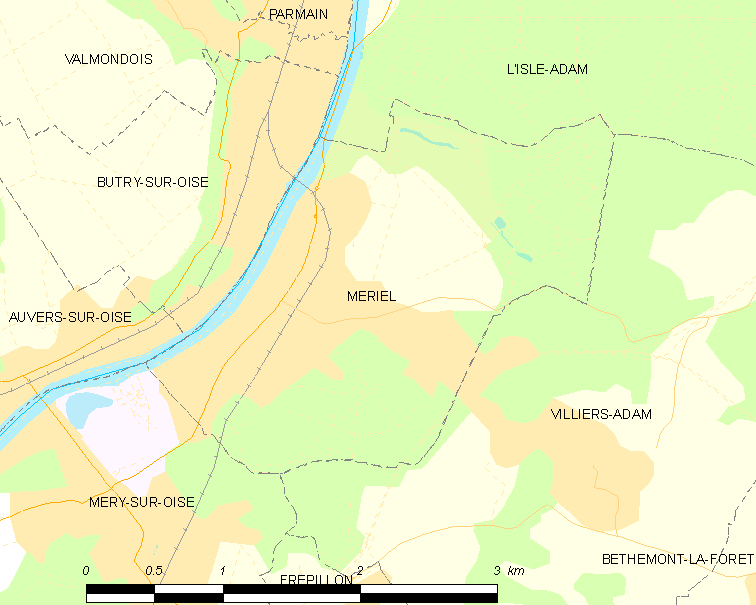
Carte de la commune.
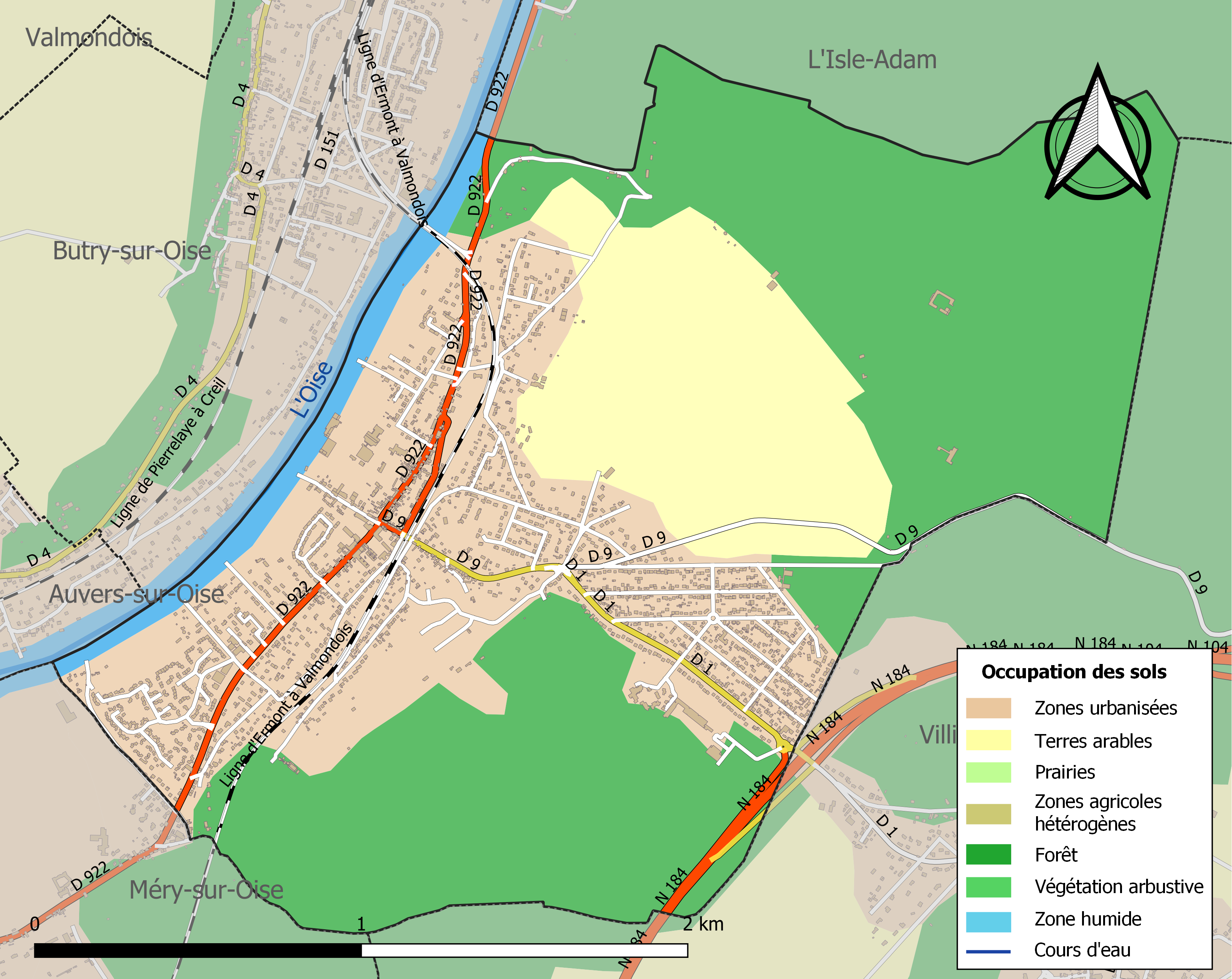
Occupation des sols.

### Communes limitrophes
| Butry-sur-Oise  | L'Isle-Adam |               |
| Auvers-sur-Oise | Mériel      |               |
| Méry-sur-Oise   |             | Villiers-Adam |

### Géologie, relief et hydrographie

#### hydrographie
La ville est bordée au  nord-ouest par l'Oise, l'un des affluents principaux du fleuve la Seine.
Elle est également drainée par : 

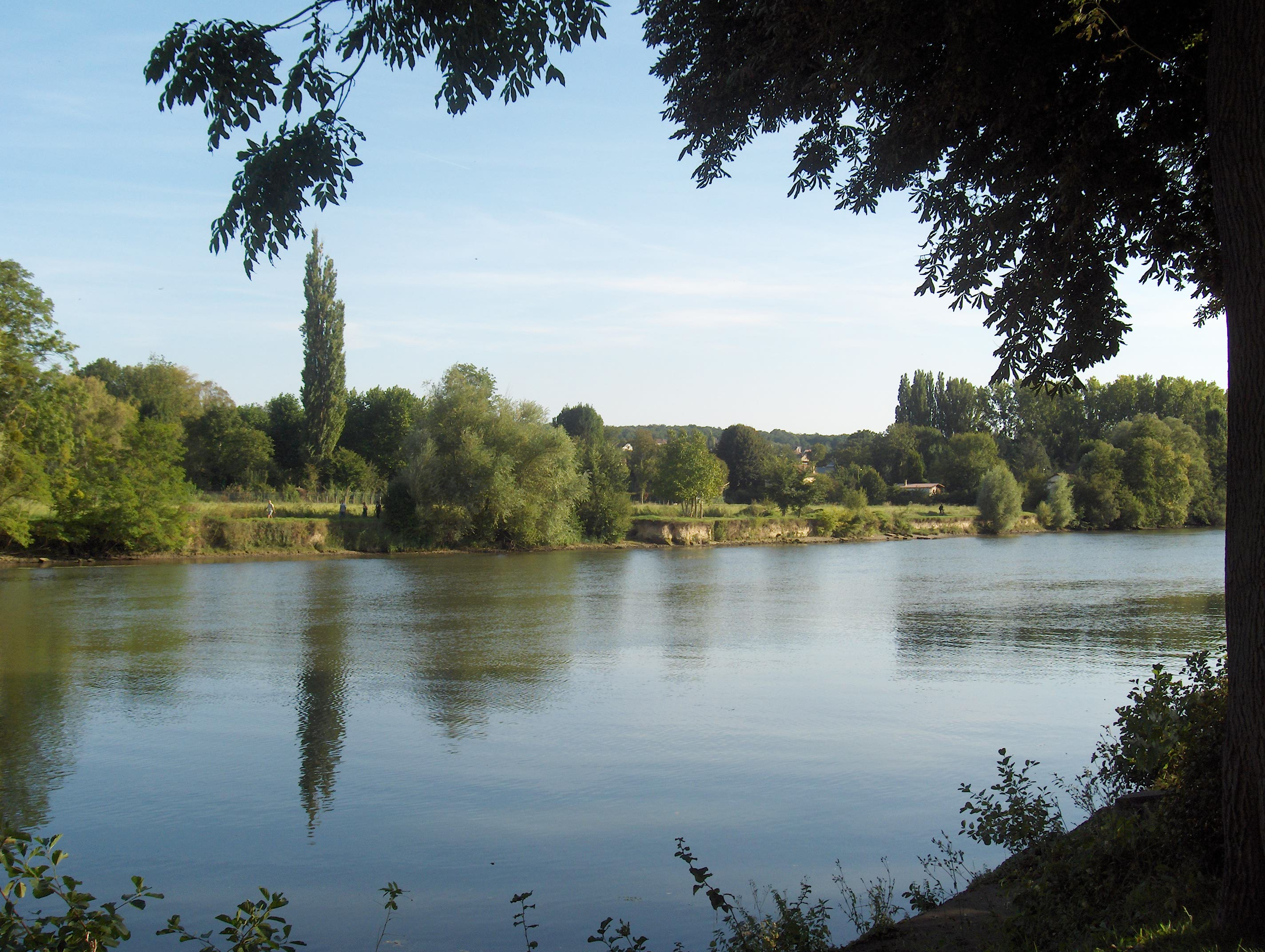
Berges de l'Oise à Mériel vues depuis Butry-sur-Oise.

- Ru du Vieux Moutiers et marais de Stors.
- Ru du Montubois en bordure sud-ouest de la commune (source dans la forêt de Montmorency).

La commune est située en bordure sud de la forêt de L'Isle-Adam.

### Climat
Pour des articles plus généraux, voir Climat de l'Île-de-France et Climat du Val-d'Oise.
En 2010, le climat de la commune est de type climat océanique dégradé des plaines du Centre et du Nord, selon une étude du CNRS s'appuyant sur une série de données couvrant la période 1971-2000. En 2020, Météo-France publie une typologie des climats de la France métropolitaine dans laquelle la commune est dans une zone de transition entre le climat océanique et le climat océanique altéré et est dans la région climatique Sud-ouest du bassin Parisien, caractérisée par une faible pluviométrie, notamment au printemps (120 à 150 mm) et un hiver froid (3,5 °C).
Pour la période 1971-2000, la température annuelle moyenne est de 11,6 °C, avec une amplitude thermique annuelle de 15,2 °C. Le cumul annuel moyen de précipitations est de 676 mm, avec 10,3 jours de précipitations en janvier et 8 jours en juillet. Pour la période 1991-2020, la température moyenne annuelle observée sur la station météorologique la plus proche, située sur la commune de Pontoise à 8 km à vol d'oiseau, est de 12,5 °C et le cumul annuel moyen de précipitations est de 666,7 mm,. Pour l'avenir, les paramètres climatiques de la commune estimés pour 2050 selon différents scénarios d'émission de gaz à effet de serre sont consultables sur un site dédié publié par Météo-France en novembre 2022.

## Urbanisme

### Typologie
Au 1er janvier 2024, Mériel est catégorisée ceinture urbaine, selon la nouvelle grille communale de densité à sept niveaux définie par l'Insee en 2022.
Elle appartient à l'unité urbaine de Paris, une agglomération inter-départementale regroupant 407  communes, dont elle est une commune de la banlieue,,. Par ailleurs la commune fait partie de l'aire d'attraction de Paris, dont elle est une commune de la couronne,. Cette aire regroupe 1 929 communes,.

### Voies de communications et transports
La commune est desservie par la Gare de Mériel de la ligne Paris-Nord - Persan-Beaumont par Ermont-Eaubonne (ligne H du Transilien).
La commune est longée à l’est par la route nationale 184 (Francilienne) qui permet une liaison directe à la préfecture du département Cergy et à l'aéroport Paris-Charles-de-Gaulle .
La route nationale 184 bifurque avec L'A115 et permet une liaison par voie rapide en direction de Paris via A15
Elle est aussi desservie par un arrêt de bus à la limite avec Villiers-Adam de la ligne Aéroport de Roissy - Cergy Préfecture (ligne 9518)

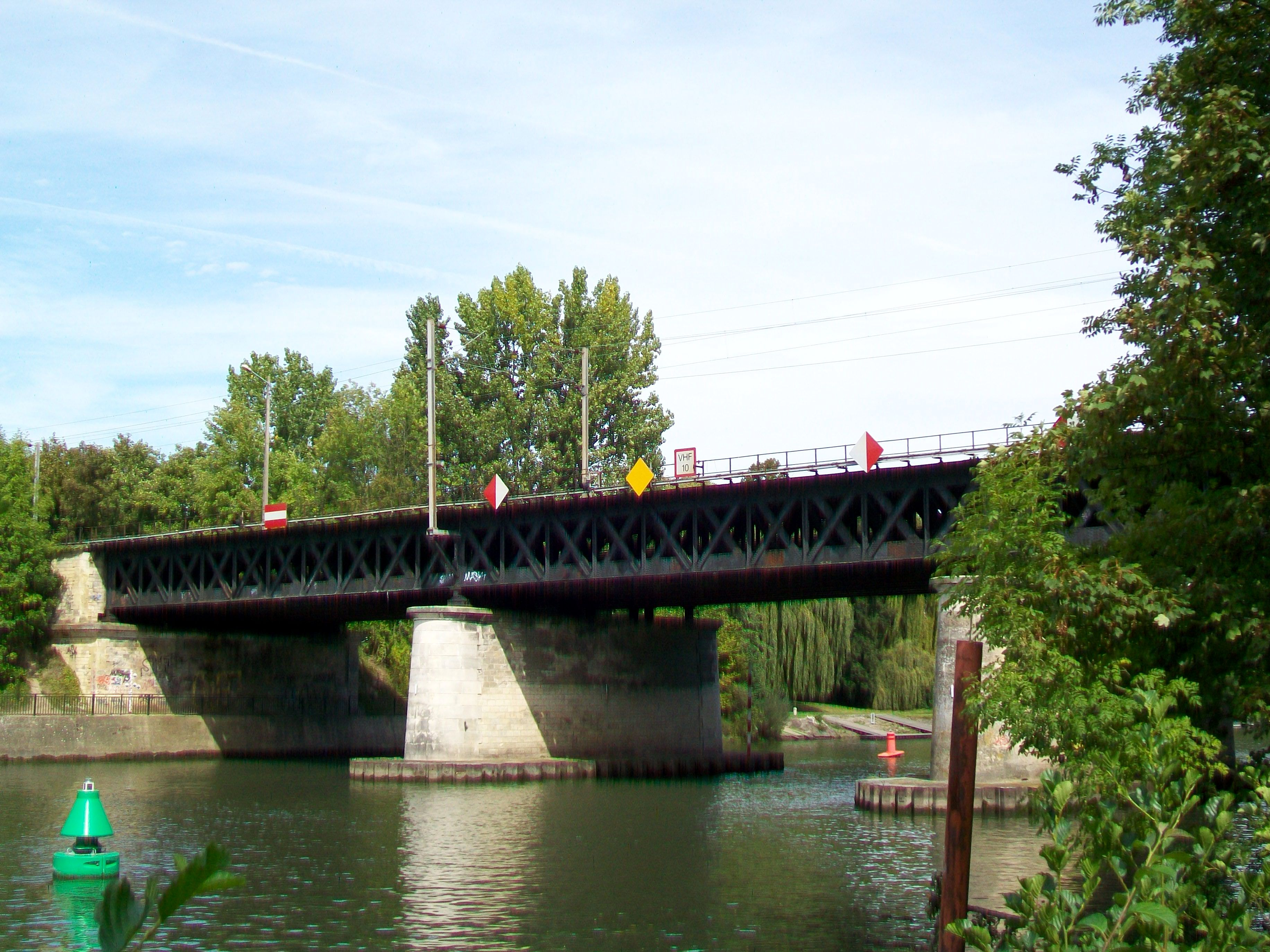
Le pont ferroviaire.
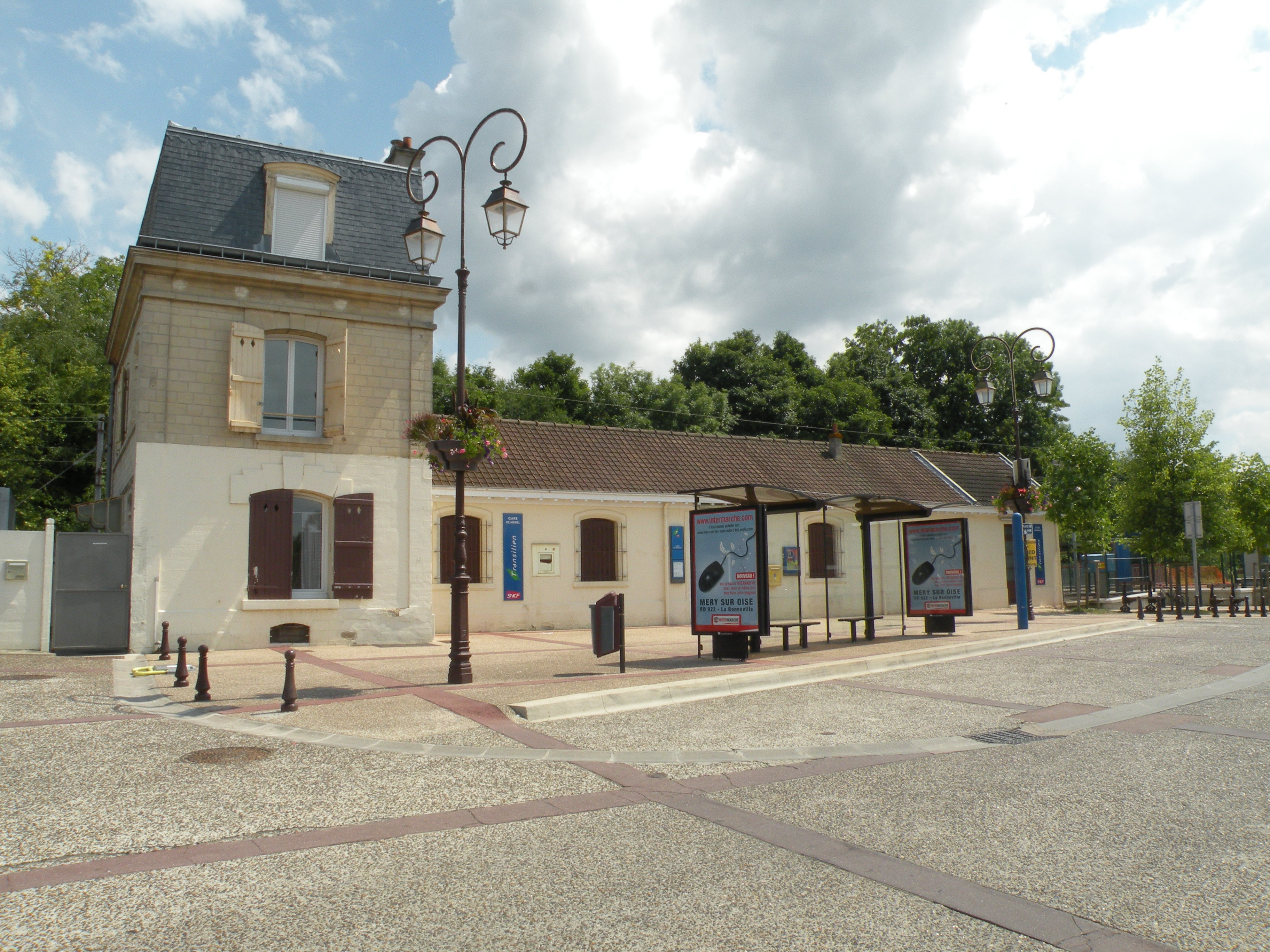
La gare.

### Habitat
| Logements                                        | Nombre en 2007 | % en 2007 | nombre en 2012 | % en 2012 | nombre en 2017 | % en 2017 |
| ------------------------------------------------ | -------------- | --------- | -------------- | --------- | -------------- | --------- |
| Total                                            | 1 807          | 100 %     | 1 982          | 100 %     | 2 154          | 100 %     |
| Résidences principales                           | 1 698          | 94,0 %    | 1 856          | 93,6 %    | 2 014          | 93,5 %    |
| → Dont HLM                                       | 58             | 3,4 %     | 62             | 3,3 %     | 190            | 9,5 %     |
| Résidences secondaires et logements occasionnels | 39             | 2,2 %     | 36             | 1,8 %     | 33             | 1,6 %     |
| Logements vacants                                | 70             | 3,9 %     | 91             | 4,6 %     | 106            | 4,9 %     |
| Dont :                                           |                |           |                |           |                |           |
| → maisons                                        | 1 526          | 84,4 %    | 1 654          | 83,4 %    | 1 652          | 76,7 %    |
| → appartements                                   | 268            | 14,8 %    | 321            | 16,2 %    | 496            | 23,0 %    |

La commune, malgré un effort de construction entre 2012 et 2017, ne respecte pas les dispositions de l'article 55 de la Loi SRU, qui prescrit que la commune doit disposer d'au moins de 25 % de logements sociaux. C'est pourquoi la municipalité de Jean-Louis Delannoy a prévu la construction à partir de 2017 d'un grand projet urbain de 170 logements près de la gare. La moitié de ce programme sera constituée de logements sociaux, ce qui permettra à Mériel de sortir de l'« état de carence », redonnant à la municipalité la maîtrise des permis de construire et évitant d'avoir à payer une pénalité annuelle qui a atteint 44 000 €.

## Toponymie, étymologie
La mention la plus ancienne connue de Mériel est Meryel en 1487.
Selon l'abbé Lebeuf "comme la terre de Meriel touche immédiatement à  celle de Méry, il n'est pas extraordinaire que l'on ait donné un nom équvalent à celui de petit Méry, c'est-à-dire un diminutif de Méry même". Donc Méry  + suff. dim. -el.

## Histoire

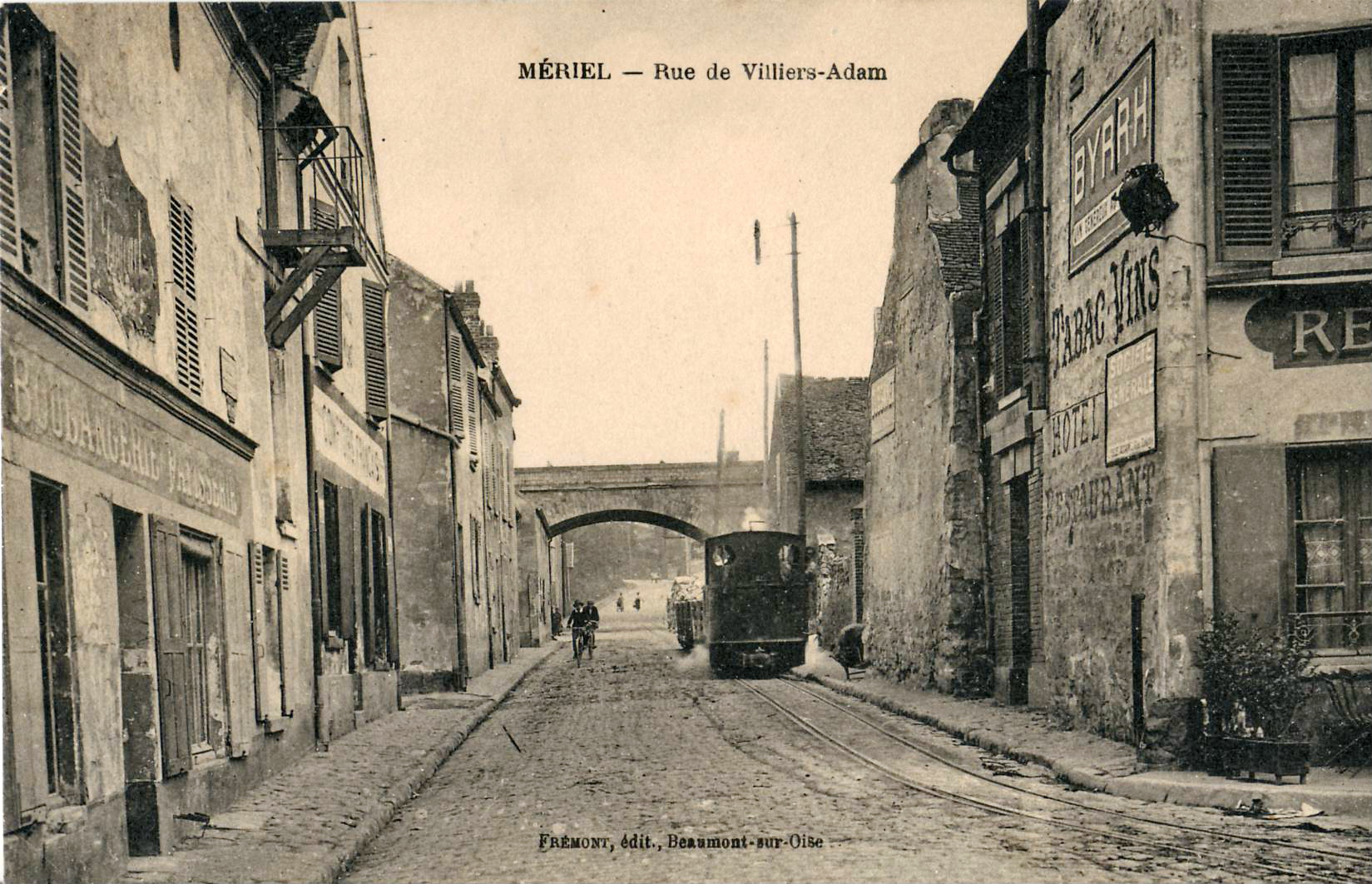
Train des carrières, au début du XX.

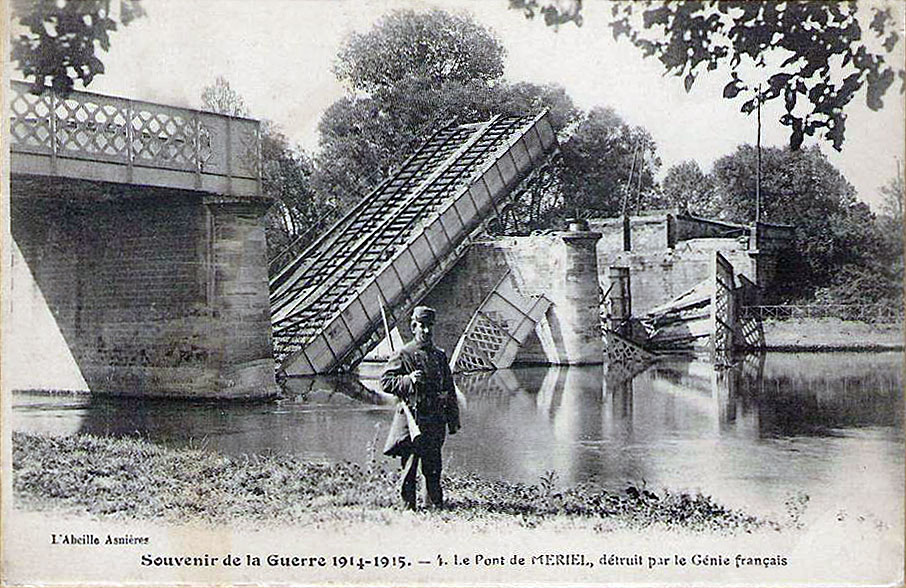
Le Pont de Mériel, détruit pendant la Première Guerre mondiale.

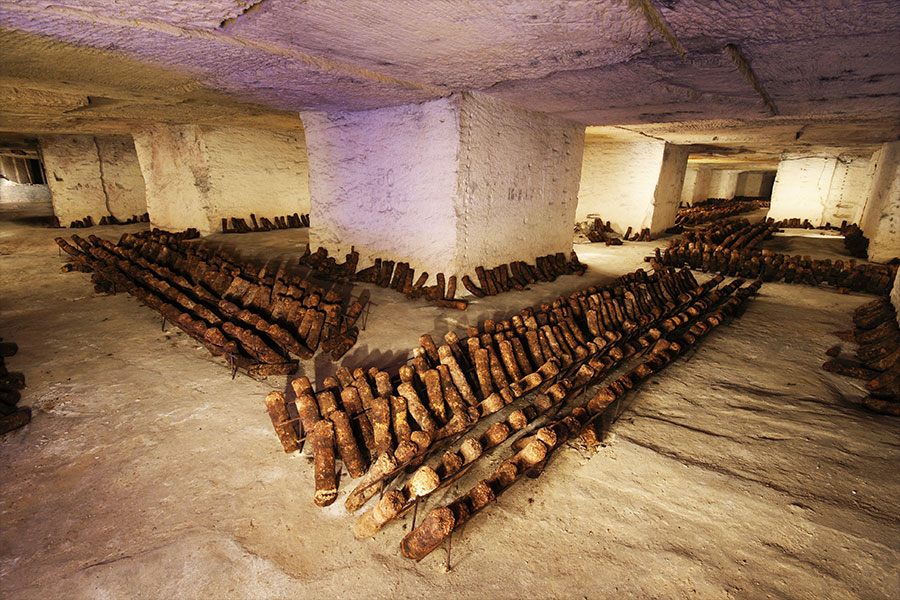
Carrière à Mériel ayant servi de champignonnière.

Le site de la commune est occupé depuis la période celtique, comme en témoignent des découvertes archéologiques du XXe siècle.
L'abbaye Notre-Dame-du-Val est fondée à proximité en 1125 par des religieux cisterciens. Le hameau de Mériel se forme, et les rois et prélats, attirés par l'abbaye, s'y arrêtent.
Depuis 1530 au moins, l'église du village a pour patron Saint Éloi. Jusque là simple annexe  de la paroisse de Villiers-Adam, elle est ensuite érigée en église paroissiale en 1713. Le hameau est une seigneurie qui appartient au XVe siècle aux Orgemont et aux Villiers de L'Isle-Adam. Il reste sous l'influence des châtelains de Stors jusqu'au XXe siècle.
Lors de la Révolution française, Mériel est érigée en commune et, en 1791, compte 360 habitants.
Des habitants du village participent en 1804 à l'arrestation de complices de Cadoudal, ce qui leur vaut une lettre de félicitations de Bonaparte, alors Premier Consul.
En 1806, Louis Antoine Porlier, d'une famille de vignerons connue depuis 1619, est maire de Mériel et cultivateur.
Le lieu-dit le Champ Poirier a vu s'affronter des soldats français et prussiens pendant la guerre franco-allemande de 1870, sans dommage pour la commune.
Afin d'exploiter des carrières de gypse à Villiers-Adam, une ligne de chemin de fer industriel à voie étroite de 0,75 m de large a été implantée le long de la route de Villiers-Adam puis des rues de l'Abbaye et du Port, afin de permettre l'expédition du plâtre au port de Mériel.
Les déplacements des habitants et le développement économique du village sont favorisés par la mise en service en 1876 de la gare de Mériel, sur la ligne d'Ermont - Eaubonne à Valmondois.
Le pont de Mériel est détruit pendant la Première Guerre mondiale et reconstruit ultérieurement.
Pendant la Seconde Guerre mondiale, en 1943-1944, l'armée allemande implante dans les anciennes carrières des ateliers de montage des fusées V1, entraînant un bombardement allié sur la commune.
La commune, lieu de villégiature en bord de rivière proche de Paris, attire au XXe siècle de nombreuses célébrités.

## Politique et administration

### Rattachements administratifs et électoraux
Rattachements administratifs
Antérieurement à la loi du 10 juillet 1964, la commune faisait partie du département de Seine-et-Oise. La réorganisation de la région parisienne en 1964 fit que la commune appartient désormais au département du Val-d'Oise et à son arrondissement de Pontoise après un transfert administratif effectif au 1er janvier 1968.
Elle faisait partie depuis 1793 du canton de L'Isle-Adam de Seine-et-Oise puis du Val-d'Oise. Dans le cadre du redécoupage cantonal de 2014 en France, cette circonscription administrative territoriale a disparu, et le canton n'est plus qu'une circonscription électorale.
La commune fait partie de la juridiction d’instance, de grande instance ainsi que de commerce de Pontoise,.
Rattachements électoraux
Pour les élections départementales, la commune fait partie depuis 2014 du canton de Saint-Ouen-l'Aumône.
Pour l'élection des députés, elle fait partie de la deuxième circonscription du Val-d'Oise.

### Intercommunalité
La commune faisait partie de la communauté de communes de la Vallée de l'Oise et des impressionnistes, un établissement public de coopération intercommunale (EPCI) à fiscalité propre créé fin 2004.
Dans le cadre de l'achèvement de la coopération intercommunale prévue par la loi de modernisation de l'action publique territoriale et d'affirmation des métropoles, cette intercommunalité disparait en 2016 et la commune intègre la communauté de communes de la Vallée de l'Oise et des Trois Forêts ,, dont elle est désormais membre.

### Tendances politiques
Lors du second tour des élections municipales de 2020  où le maire  sortant, Jean-Louis Delannoy, ne se représentait pas, Mériel est marquée par une triangulaire, remportée par la liste menée par Jérôme François (maire-adjoint sortant) qui a obtenu plus de la majorité absolue des suffrages exprimés (51,78 %), devançant de 270 voix la liste menée par Olivier Sigwald (maire-adjoint sortant) et Eric Jeanrenaud, dont l'union au second tour n'a pas permis de cumuler les résultats du premier tour (33,94 % au second tour, contre respectivement 22 % et 18,31 %) et qui a obtenu 5 sièges, et la liste menée par Michel Ruiz (rassemblement de gauche et écologiste, 14,26 %), qui a obtenu 2 sièges. Le scrutin a été marqué par 56,78 % d'abstention, inférieur au taux national de 59,5 %

### Liste des maires
| Période                                  | Période                       | Identité              | Étiquette | Qualité |
| ---------------------------------------- | ----------------------------- | --------------------- | --------- | --- |
| Les données manquantes sont à compléter. |                               |                       |           | |
| 1944                                     | 1945                          | Eugène Alliot         |           | Ouvrier des Chemins de fer Résistant, interné aux camps d'Aincourt, Voves et Pithiviers Nommé maire à la Libération             |
| 1945                                     | 1947                          | Henri Taba            |           | |
| 1947                                     | 1959                          | Georges Cessac        |           | |
| mars 1959                                | mars 1971                     | Henri Bertin          |           | Chef de bureau des affaires juridiques SNCF                                                                                     |
| mars 1971                                | mars 1977                     | Henri Renault         |           | |
| mars 1977                                | 1980                          | Eugène Alliot,        | PCF       | Ouvrier des chemins de fer Député de Seine-et-Oise (1948 → 1951) Conseiller général de L'Isle-Adam (1945 → 1958 et 1964 → 1967) |
| 1980                                     | mars 1983                     | André Le Berre        | PS        | |
| mars 1983                                | mars 1989                     | Henri de Fraguier     | DVD       | |
| mars 1989                                | juin 1995                     | Brigitte de Roffignac | DVD       | Présidente du SIAEP des communes de la vallée de Chauvry [Quand ?][réf. nécessaire]                                             |
| juin 1995                                | mars 2008                     | Michel Rigollet       | SE        | Gérant de sociétés |
| mars 2008                                | juillet 2020                  | Jean-Louis Delannoy   | DVD       | Cadre supérieur chez IBM, retraité Président de la CC Vallée de l'Oise et des Impressionnistes ( ? → 2014)                      |
| juillet 2020                             | En cours (au 30 juillet 2020) | Jérôme François       | SE        | Commandant de sapeurs-pompiers Vice-président de la CC de la Vallée de l'Oise et des Trois Forêts (2020 → )                     |

### Jumelages
Llanwrtyd Wells (Pays de Galles) depuis 2000.

## Population et société

### Démographie
L'évolution du nombre d'habitants est connue à travers les recensements de la population effectués dans la commune depuis 1793. Pour les communes de moins de 10 000 habitants, une enquête de recensement portant sur toute la population est réalisée tous les cinq ans, les populations de référence des années intermédiaires étant quant à elles estimées par interpolation ou extrapolation. Pour la commune, le premier recensement exhaustif entrant dans le cadre du nouveau dispositif a été réalisé en 2005.

En 2022, la commune comptait 5 337 habitants, en évolution de +5,5 % par rapport à 2016 (Val-d'Oise : +4 %, France hors Mayotte : +2,11 %).
| 1793 | 1800 | 1806 | 1821 | 1831 | 1836 | 1841 | 1846 | 1851 |
| ---- | ---- | ---- | ---- | ---- | ---- | ---- | ---- | ---- |
| 378  | 388  | 392  | 385  | 444  | 402  | 403  | 391  | 384  |

| 1856 | 1861 | 1866 | 1872 | 1876 | 1881 | 1886 | 1891 | 1896 |
| ---- | ---- | ---- | ---- | ---- | ---- | ---- | ---- | ---- |
| 448  | 514  | 543  | 553  | 582  | 599  | 603  | 605  | 681  |

| 1901 | 1906 | 1911 | 1921 | 1926  | 1931  | 1936  | 1946  | 1954  |
| ---- | ---- | ---- | ---- | ----- | ----- | ----- | ----- | ----- |
| 751  | 847  | 874  | 960  | 1 096 | 1 314 | 1 342 | 1 370 | 1 676 |

| 1962  | 1968  | 1975  | 1982  | 1990  | 1999  | 2005  | 2006  | 2010  |
| ----- | ----- | ----- | ----- | ----- | ----- | ----- | ----- | ----- |
| 2 028 | 2 436 | 3 115 | 3 351 | 3 985 | 4 062 | 4 402 | 4 376 | 4 443 |

| 2015  | 2020  | 2022  | - | - | - | - | - | - |
| ----- | ----- | ----- | - | - | - | - | - | - |
| 5 056 | 5 211 | 5 337 | - | - | - | - | - | - |

- La commune est rattachée à l'unité urbaine de Paris.

### Enseignement
Écoles maternelles :
- École maternelle Château Blanc
- École maternelle Bois du Val
- École maternelle Henri Bertin

Écoles élémentaires :
- École élémentaire Henri Renault
- École élémentaire Henri Bertin

Collège :
- Collège Cécile Sorel SA

## Culture locale et patrimoine

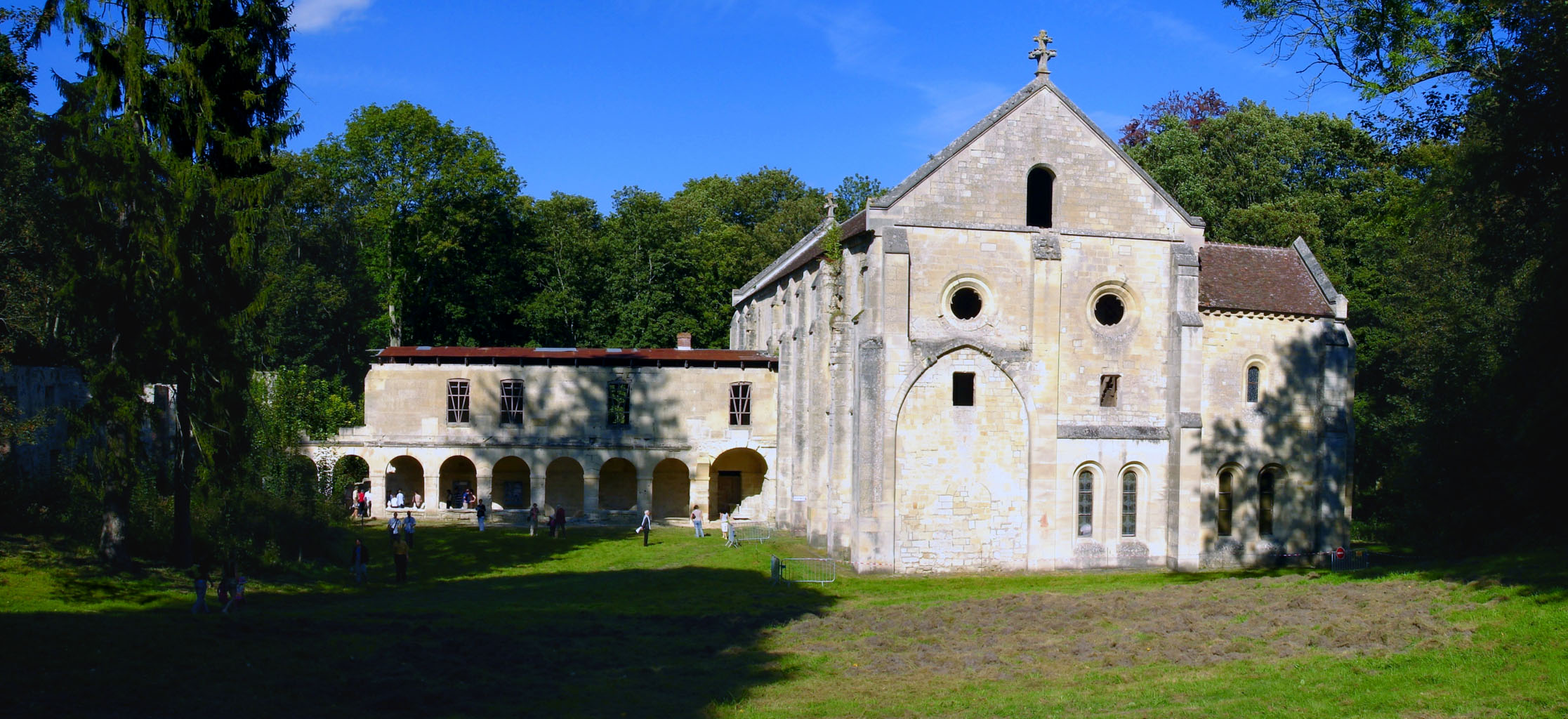
L'abbaye Notre-Dame-du-Val (vestiges).

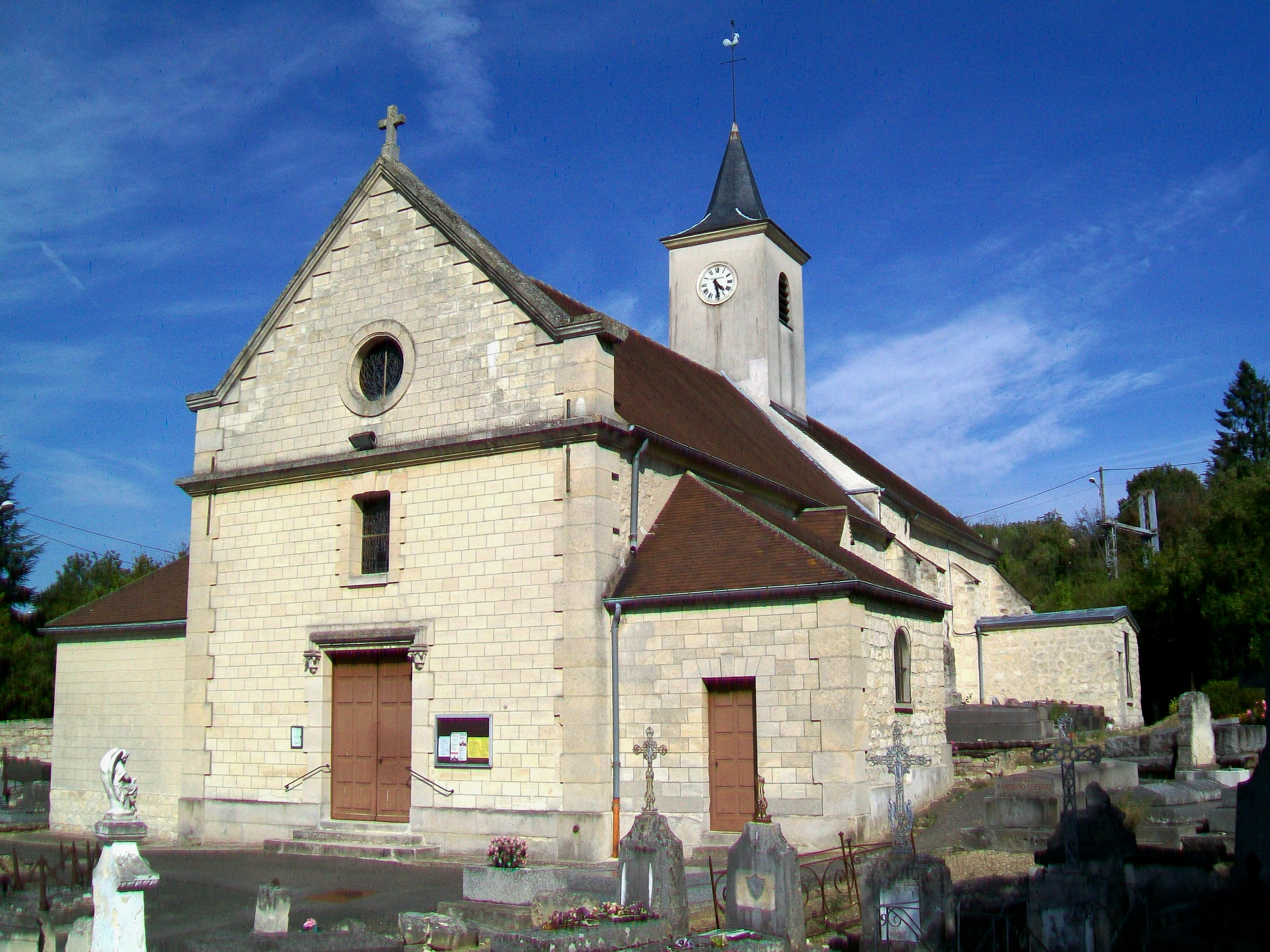
L'église Saint-Éloi.

### Lieux et monuments
- Ancienne abbaye Notre-Dame-du-Val, rue de l'Abbaye du Val (RD 9)  Classé MH (1947)[38]).

C'est la plus ancienne abbaye cistercienne du Val-d'Oise. Détruite en grande partie en 1845, il ne subsiste que le bâtiment des moines de la fin du XIIe siècle et la galerie nord du cloître, à arcades en plein cintre, reconstruite en 1725 ainsi que des restes de l'église. 
Le bâtiment des moines, le mieux conservé de l'ensemble, comprend une façade garnie de contreforts et percée de baies plein cintre. Au rez-de-chaussée se succèdent la sacristie, la salle capitulaire, le parloir et la salle des moines. Au 1er étage, le dortoir du XIIIe siècle est l'un des plus beaux de l'ordre cistercien, voûté d'ogives et divisé en travées par huit colonnes.
- Musée Jean-Gabin, 1 place Jean-Gabin

Il a été créé par la municipalité en 1992 à la suite d'un don de la famille Moncorgé-Gabin et avec l'aide de son biographe, André-Georges Brunelin. De nombreux souvenirs personnels du comédien (correspondances, photos, costumes, meubles, affiches de films...) y sont présentés, ainsi qu'un documentaire sur le thème : « Le film de sa vie, la vie de ses films », . Sur la place, devant le musée, on y voit le buste de Jean Gabin, sculpté par Jean Marais.
- Maison de la famille Moncorgé-Gabin, 63 Grande-rue

C'est dans cette maison avec son étroite façade sur la rue que Jean Gabin passa son enfance et la majeure partie de son adolescence. Après ses parents, cette maison fut habitée par sa sœur, Madeleine Moncorgé, épouse de Jean Poésy, boxeur, et continua à être visitée par Jean Gabin.
- Église Saint-Eloi, rue du Chemin-Vert / rue de l'Église

Elle est bâtie sur l'emplacement d'un ancien sanctuaire dont ne subsiste qu'une porte dans le bas de la nef. L'édifice originel fut probablement érigé au XIIIe siècle, mais ne fut jusqu'en 1713 qu'une chapelle annexe de l'église de Villiers-Adam. Quatre tombeaux de l'abbaye Notre-Dame-du-Val furent transférés au printemps 1792 sous les dalles du chœur dont la sépulture de Charles Villiers de L'Isle-Adam (mort en 1535), évêque de Beauvais et commendataire de l'abbaye du Val. Les dalles funéraires furent découvertes en 1981. L'église contient une chaire à prêcher en bois du XVe siècle (provenant de l'abbaye du Val) et trois stalles du XVIe siècle. On peut y voir un christ sur la croix de 1911 de Madeleine Poésy, sœur de Jean Gabin.

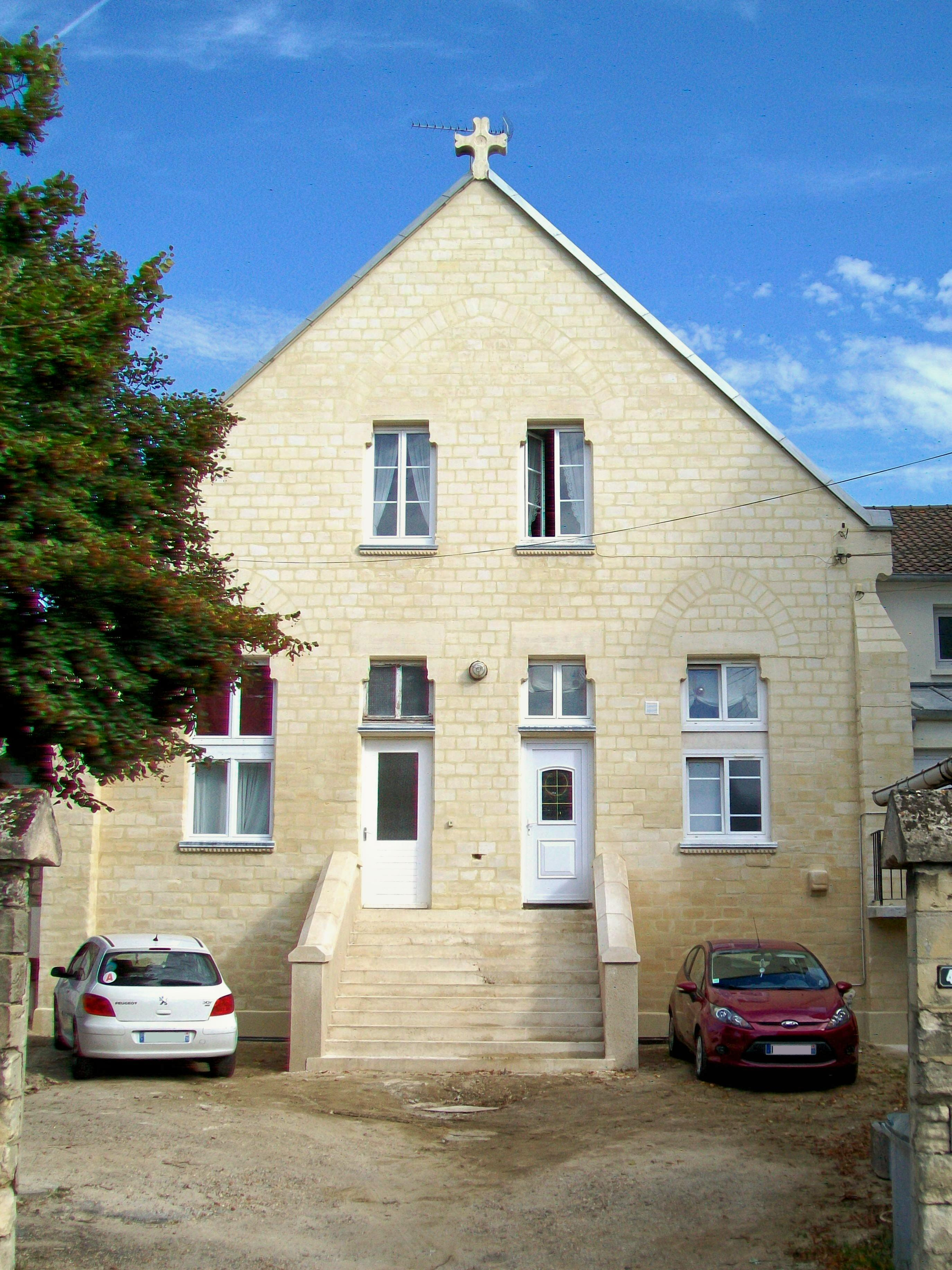
L'ancienne école Montebello.

- Ancienne École Montebello, Grande-rue

Depuis sa fermeture en 1902, le bâtiment sert d'habitation. Il est l'œuvre de l'architecte Louis-Charles Boileau (1871-1872), qui a notamment travaillé sur le domaine de Stors à proximité. La construction a été commanditée par les Cheuvreux, propriétaires de Stors avant les Montebello.
- Pont de chemin de fer de 1876, RD 151

Il relie les gares de Mériel et de Valmondois de la ligne d'Ermont - Eaubonne à Valmondois. C'est en même temps un pont routier, qui remplace le bac de Stors à la fin du XIXe siècle.
- Croix pour Louis-Auguste-Jean Lannes marquis de Montebello, rue Montebello, au nord du village

Érigée par les habitants en souvenir du jeune marquis frappé mortellement par la foudre en son emplacement en date du 24 juillet 1912, à l'âge de 38 ans.
- Moulin de Stors, ou moulin Perrot, rue de Perrot / chemin de Paris

Anciennement partie intégrante du domaine de Stors, ce moulin à eau est construit par les moines de l'abbaye du Val à partir de 1525. Sous le Second Empire, le bâtiment est transformé en gentilhommière par l'architecte Louis-Charles Boileau. Il est entouré d'un beau parc à l'anglaise et se situe sur le site classé des marais de Stors (vallée de Chauvry), nés de l'absence d'entretien des étangs créés par les moines. Propriété, comme le château du même nom, des Lannes de Montebello, le moulin voit passer Georges Duhamel et Wladimir d'Ormesson. La famille de ce dernier s'y cache de la Gestapo en 1943-1944. Le moulin principal est agrémenté d'un petit moulin du début du siècle dernier, qui accueillait les invités.

### Personnalités liées à la commune
- Jean Moncorgé, dit Jean Gabin (1904–1976), a passé son enfance et son adolescence à Mériel. Né à Paris, il vécut à Mériel dans une maison de la Grand Rue (au no 43), le long du chemin de fer. Il rêvera de devenir conducteur de locomotive, rêve exaucé... en 1938 en tournant le rôle d'un mécanicien dans La Bête humaine de Jean Renoir.

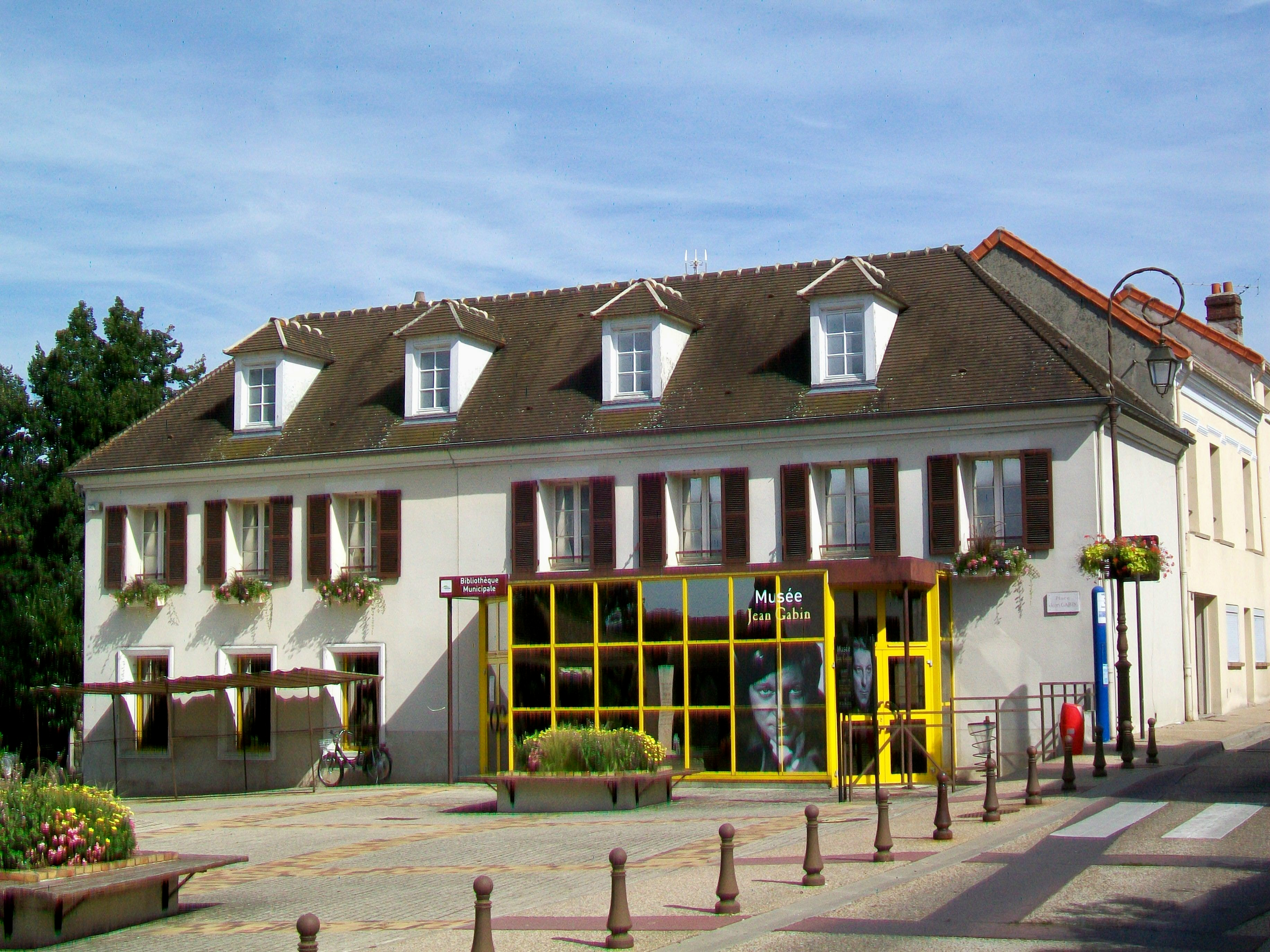
Le musée Jean-Gabin et la bibliothèque municipale.
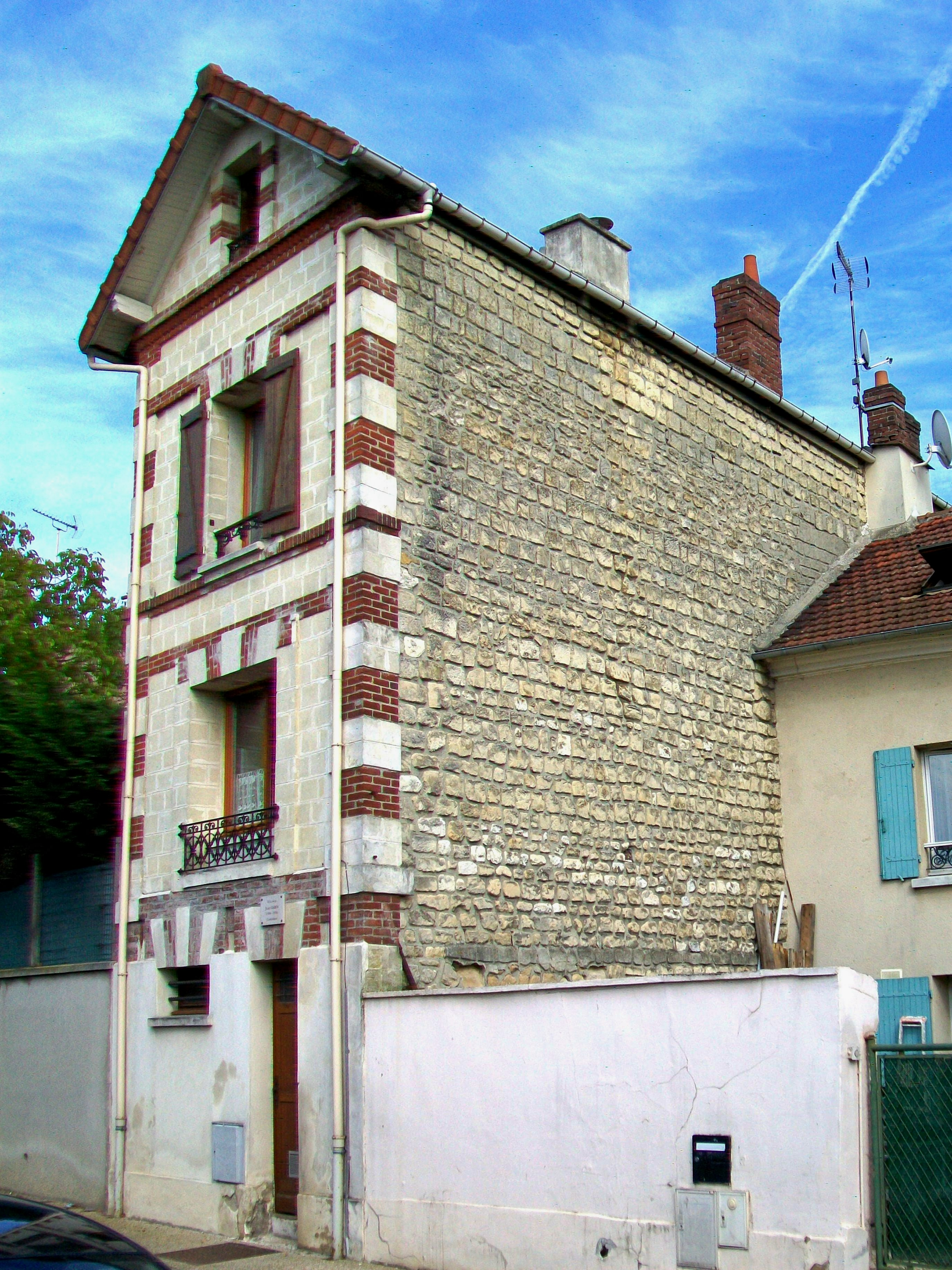
La maison où vécut Jean Gabin dans sa jeunesse.
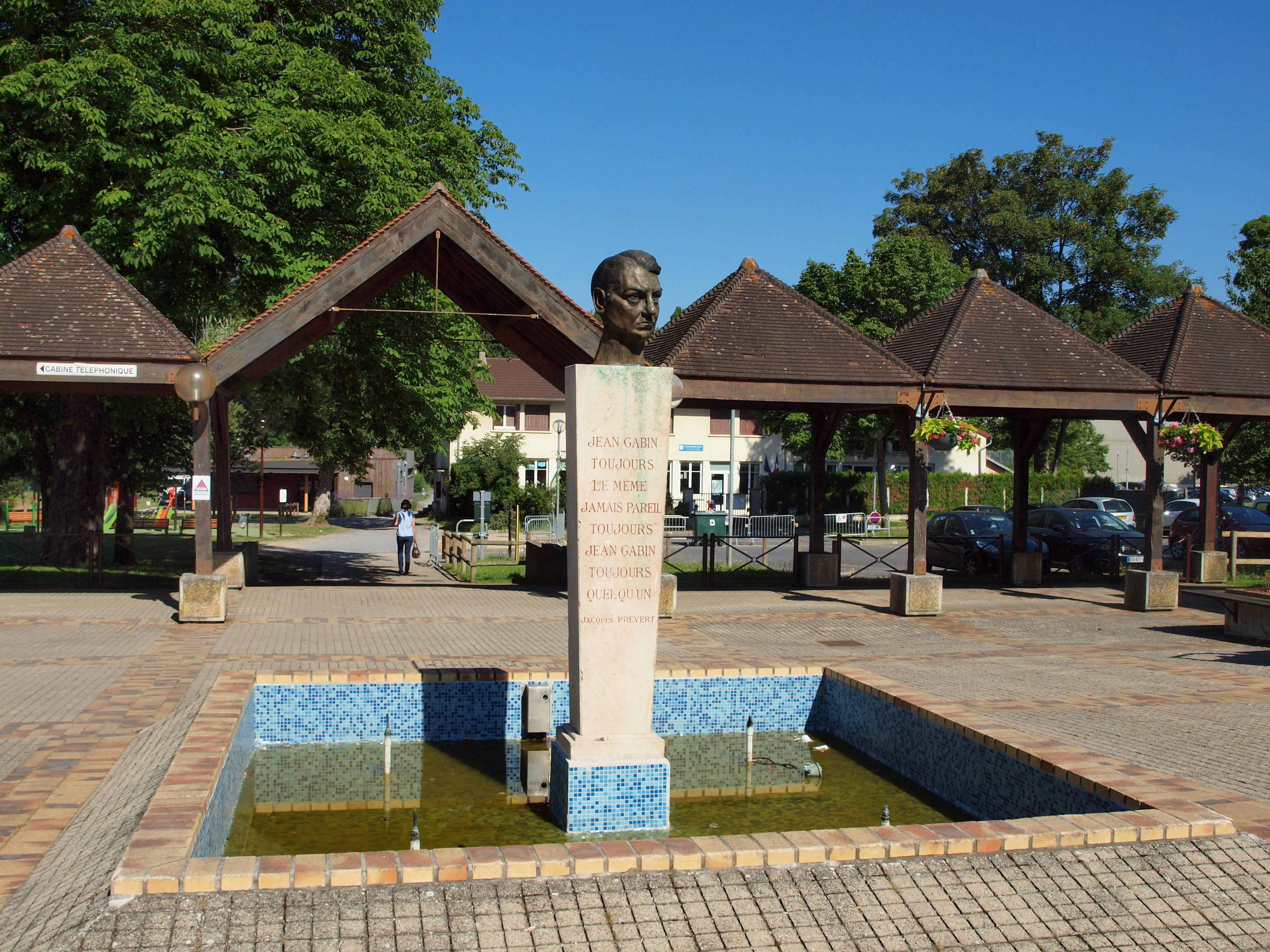
Stèle à Jean Gabin.
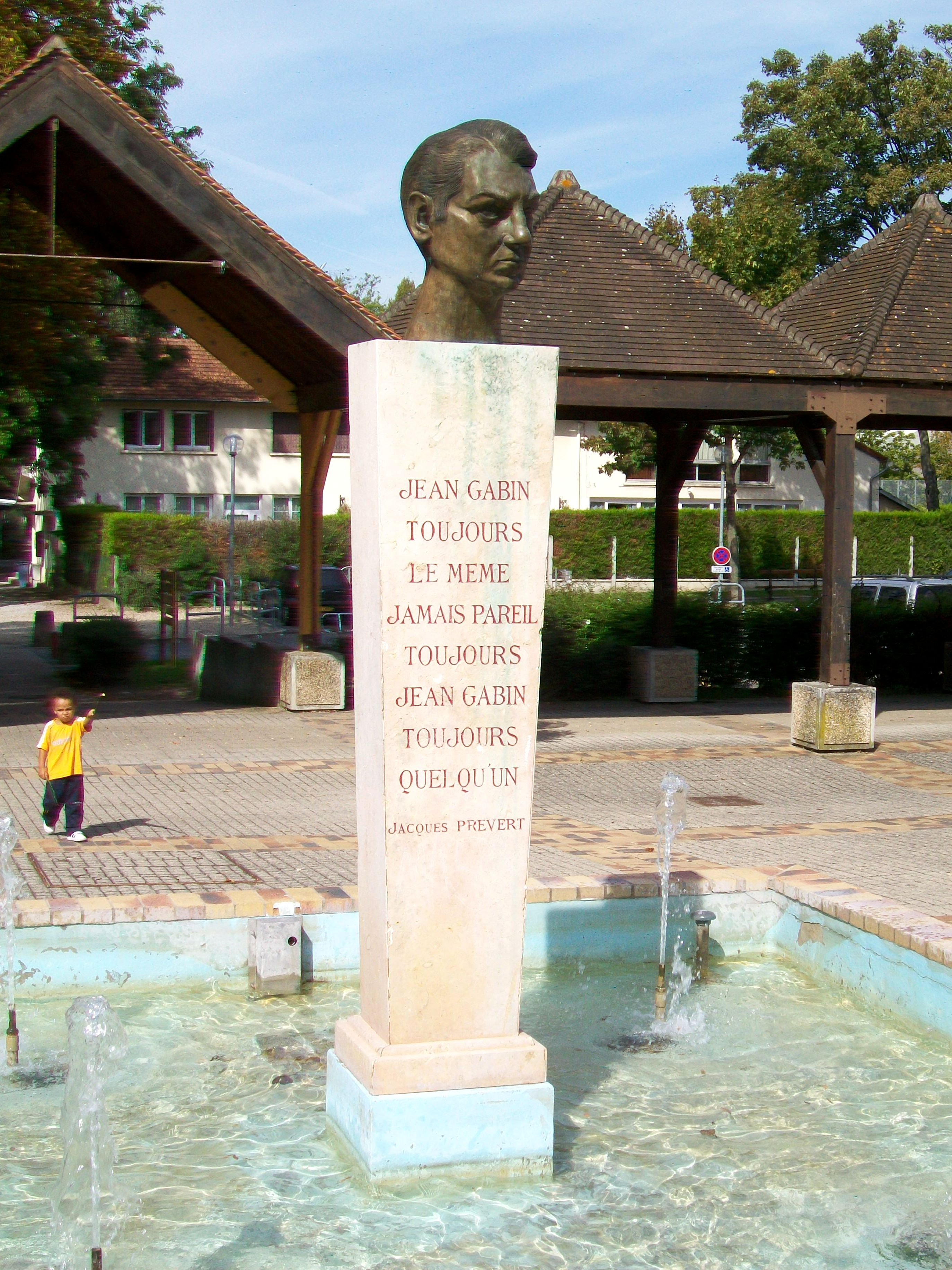
Buste de Jean Gabin près du musée, sculpté par Jean Marais.

- La famille Lannes de Montebello, anciennement propriétaire du domaine de Stors. Une croix de pierre rue Madeleine-et-Louise-de-Montebello rappelle la mort de Louis de Montebello, frappé par la foudre en 1912.
- Louis-Charles Boileau  (1837-1914), architecte à l'origine des plans du moulin de Stors et de l'ancienne école de la ville.
- Ludovico Marchetti (1853-1909), peintre italien mort dans cette ville.
- Cécile Sorel (1873-1966), actrice vécut à Mériel.
- Robert de Flers (1872-1927), auteur dramatique fit un séjour à Mériel[réf. nécessaire].
- Fernand Braudel (1902-1985), historien a été camarade de classe de Jean Moncorgé à Mériel de ses sept à dix ans[réf. nécessaire].
- André Leducq (1904-1980), coureur cycliste, y habita plusieurs années.
- Jean Rigaux (1909-1991), humoriste a longtemps vécu à Mériel. Une allée de Mériel porte son nom.
- No Return groupe de death/thrash metal est originaire de Mériel.

### Patrimoine naturel
- Réserve naturelle régionale du Marais de Stors, à l'extrémité nord du territoire communal (classé réserve naturelle régionale par arrêté n° 09-94 du 15 juillet 2009 du conseil régional d'Île-de-France). Il est constitué d'un vallon en bordure de la Forêt de L'Isle-Adam. D'une surface relativement petite (soixante hectares), il se compose d'une mosaïque de paysages et de milieux très sensibles. 
Le ru du Vieux Moutiers, qui se jette dans l'Oise, est alimenté en amont par les étangs du domaine de l'abbaye du Val (domaine privé). 
Le marais de Stors est aujourd'hui propriété de l'agence des espaces verts de la région d'Île-de-France, et protégé pour son intérêt remarquable à l'échelle de l'Île-de-France par la richesse de sa faune et de sa flore. Son accès est réglementé[47].

### Héraldique
| Blason de Mériel | Blason  | De gueules à l'abbaye cistercienne d'or, ajourée et maçonnée de sable, accompagnée en chef à dextre d'un rencontre de cerf et à senestre d'un héron, tous deux d'argent ; à la champagne d'azur chargée de trois fleurs de lys aussi d'or rangées en fasce ; à la devise ondée aussi d'argent brochant sur la partition. |
| Blason de Mériel | Détails | |